# Almojábana
Almojábana es el nombre de varios alimentos que se preparan y consumen en diferentes gastronomías del mundo. Por lo general, es una masa dulce de pequeño tamaño, horneada o frita, y aunque existen numerosas recetas, éstas se dividen principalmente en dos: 
- Un pan, fritura o empanadilla que en su relleno contiene queso (que es la original si atenemos a su etimología), más propio del sur de España, Canarias, Marruecos, Colombia, Panamá, Puerto Rico y otros países latinoamericanos; o bien,
- Una rosquilla o preparación dulce que se hornea, que no contiene queso, aromatizada con canela, y que es más típica del Levante español (Aragón, Comunidad Valenciana y Murcia).

Mientras que las recetas españolas usan exclusivamente harina de trigo, en las recetas americanas es más común la harina de maíz. Solo la receta puertorriqueña se hace con harina de arroz. En América, es considerado un dulce típico del recetario criollo, mientras que en España se considera una herencia mudéjar.

## Etimología
Almojábana es la hispanización del nombre árabe المُجَٰبَّنَة al-muŷabbana que es el participio pasivo de جُبْن ŷubn (‘queso’), es decir, ‘la aquesada’ o ‘la que está hecha de queso’, pues originalmente era una masa que incluía queso entre sus ingredientes. De la misma raíz provienen el moderno ŷibne árabe o la ġbejna maltesa.

## Historia
La almojábana era una preparación típica de la gastronomía de al-Ándalus. Recetas con este nombre aparecen en mucha de la literatura gastronómica andalusí, como el Tratado de los alimentos (الكلام على الأغذية al-Kalām ʿalà l-Agḍiya) escrito por al-Arbuli, en el Libro de cocina del Magreb y Al Ándalus en la época de los almohades (كتاب الطبيخ في المغرب والأندلس في عصر الموحدين Kitāb al-Ṭabij fī al-Maghrib wa al-Andalus fī ʽAṣr al-Muwaḥḥidīn), de autor anónimo, o en el recetario Relieves de las mesas (فضالة الخوان Fiḍālat al-Jiwān) del murciano Ibn Razīn al-Tuŷībī. Este último describe hasta siete variantes: las almojábanas básicas, las hojaldradas (al-muwarraqa), las cocinadas en leche o qīgāta, las almojábanas de horno, las almojábanas toledanas y dos variantes más. En el segundo de los mencionados libros, se mencionan seis tipos de almojábanas: las almojábanas de ruqāq, la almojábana de dos quesos, la almojábana con huevos (que era del gusto del visir Abū Saʿīd Ibn Ŷamiʿ, y cuya receta fue creada por cierto almotacén de Marrakech), la almojábana de tres ingredientes (harina, queso y mantequilla), la almojábana con sémola y la almojábana de horno o toledana, que contiene anís.
Las almojábanas en al-Ándalus se vendían en los zocos. Por ejemplo, en el libro Historia de Granada (Al-iḥāṭa fī akhbār Gharnāṭa), el autor Ibn al-Jatib hace una descripción del zoco de Málaga y dice: «no te dejes ganar por el que fríe las almojábanas y olvídate del pescado que está en la cesta». Normalmente, la almojábana andalusí se hacía con un queso de mezcla de leches de oveja y vaca. Aunque también se empleaban quesos curados y salados, lo más típico era usar queso fresco. Además, se aromatizaba con varias especias, comúnmente canela, anís, cilantro o yerbabuena. Después de fritas, se espolvoreaban con azúcar o se bañaban en abundante miel. Eran famosas las almojábanas de Toledo, las de Córdoba y las de Sevilla. Decía el refrán medieval «quien pasa por Jerez y no come almojábana será ‘puesto en el índice’ [que cometerá pecado]», debido a la fama de los quesos jerezanos. Sin embargo, en la actualidad la almojábana es totalmente desconocida en Jerez, y por ello el gastrónomo Luis Antonio de Vega ironiza versionando el refrán «Si no vas a Santander y no comes almojábana, no vas para nada», haciendo referencia a la capital de Cantabria ya que allí sí existe la quesada pasiega, postre similar. Fue el historiador magrebí al-Maqqari (1577-1632) quien ensalzó la calidad de los quesos de Jerez y de sus almojábanas, a las que llamó بنت الجبن bint al-ŷubn (‘hija del queso’).

Se amasa la cantidad necesaria de harina de flor, una vez con agua y otra con aceite, y se le añade levadura y leche hasta que quede de la misma consistencia de la mesa de los buñuelos, y se deja hasta que se vea que ha fermentado. Luego se unta de aceite una cazuela grande, extendiendo en ella un trozo de masa, y así un poco de uno y otro poco de otro hasta dar fin a la masa y al queso. Luego se cubre con masa y se guisa al horno. Se riega con miel, se espolvorea con canela y pimienta y se come.
Ibn Razín, Fadálat al-Jiwán (c. 1238-1266)

Los reinos cristianos conquistan el territorio andalusí (Reconquista) y asimilan tradiciones musulmanas. La almojábana aparece tan pronto como en 1414, en una carta de Vázquez de Acuña a Juan II de Aragón dícese «que le tengan su merendar presto, almojavanas de queso fresco, matyquillas y quesos de Buytrago, buñuelos y hojaldres». En la Gramática castellana, capítulo tercero (Nebrija, 1492), aparece almojávana definido como «torta de queso y harina». En 1611, Covarrubias la recoge como «cierta torta que se amasa con queso y otras cosas. El padre Guadix dize que está el vocablo corrompido de al-mo-gebene, que significa ‘quesadilla’». Según la lingüista Carmen Romeo, era una palabra de uso general en España o gran parte de ella, pues en los diccionarios no se considera un regionalismo. En el siglo xv y posteriormente, se producían almojábanas en Portugal, Castilla, Aragón, Navarra y hasta Nápoles. 
El Llibre de Coch del Mestre Robert (1520), escrito en catalán antiguo, es el primer libro de cocina en el que se puede leer una receta de almojábana –aunque la llama «fruta de queso fresco» (folio 73, receta 140). Este libro sería traducido al español en 1525 como Libro de guisados o de cocina de Ruperto de Nola.  Se mencionan dos recetas de «almojavana de quajada» en el Arte de cocina, pastelería, vizcochería y conservería (1611) de Motiño, y también en otros recetarios clásicos como Recetas y memorias (c. 1615) o el Livro de cozinha de la infanta María de Portugal (1680). Estas recetas contenían queso o cuajada, harina de trigo, huevos, azúcar y canela.
En 1739, el término almojábana aparece definido en el Diccionario de autoridades de la Real Academia Española: «Cierta torta que se hace de masa con queso y otras cosas. Es voz arábiga compuesta del artículo al, y el nombre mojébene, o mujébene, que según Guadix, y el P. Alcali significa quesadilla, y con poca mudanza de letras quedó en almojábana, según Covart: en su Diccionario y Nebrixa en su Vocabulario. Lat. Láganum». Durante la época imperial, las almojábanas fueron llevadas a Canarias y de ahí al Nuevo Mundo, más particularmente al Virreinato de Nueva Granada y a la Capitanía de Puerto Rico. En tierras americanas, la receta se mezcló con ingredientes locales, como maíz o yuca. Mientras que en estos territorios, las almojábanas conservan el queso que les caracterizó en el Medievo –de ahí su nombre–, las almojábanas de Aragón, la Comunidad Valenciana y la Región de Murcia perdieron el relleno de queso –manteniendo sin embargo el anís y la canela.

Avisa a todo el convento
que hoy hay frutas de sartén
y almojábana de viento.
Lope de Vega, Los locos de Valencia (1620)

## Recetas sin queso

### Sur de Aragón, España
En Aragón, la almojábana es una rosquilla típica de varias zonas del sur de la comunidad, particularmente el Jiloca, el Bajo Aragón y la Sierra de Albarracín. La masa se compone de harina, agua, aceite, huevo, sal y azúcar, y se aromatiza con anís machacado. En la Comarca del Jiloca, las almojábanas se rellenan típicamente con crema.
En Caspe, las almorjábanas son un bollo dulce horneado muy hueco y jugoso que se prepara típicamente para la Pascua de Resurrección, junto con la mona de Pascua.

### Valencia, España

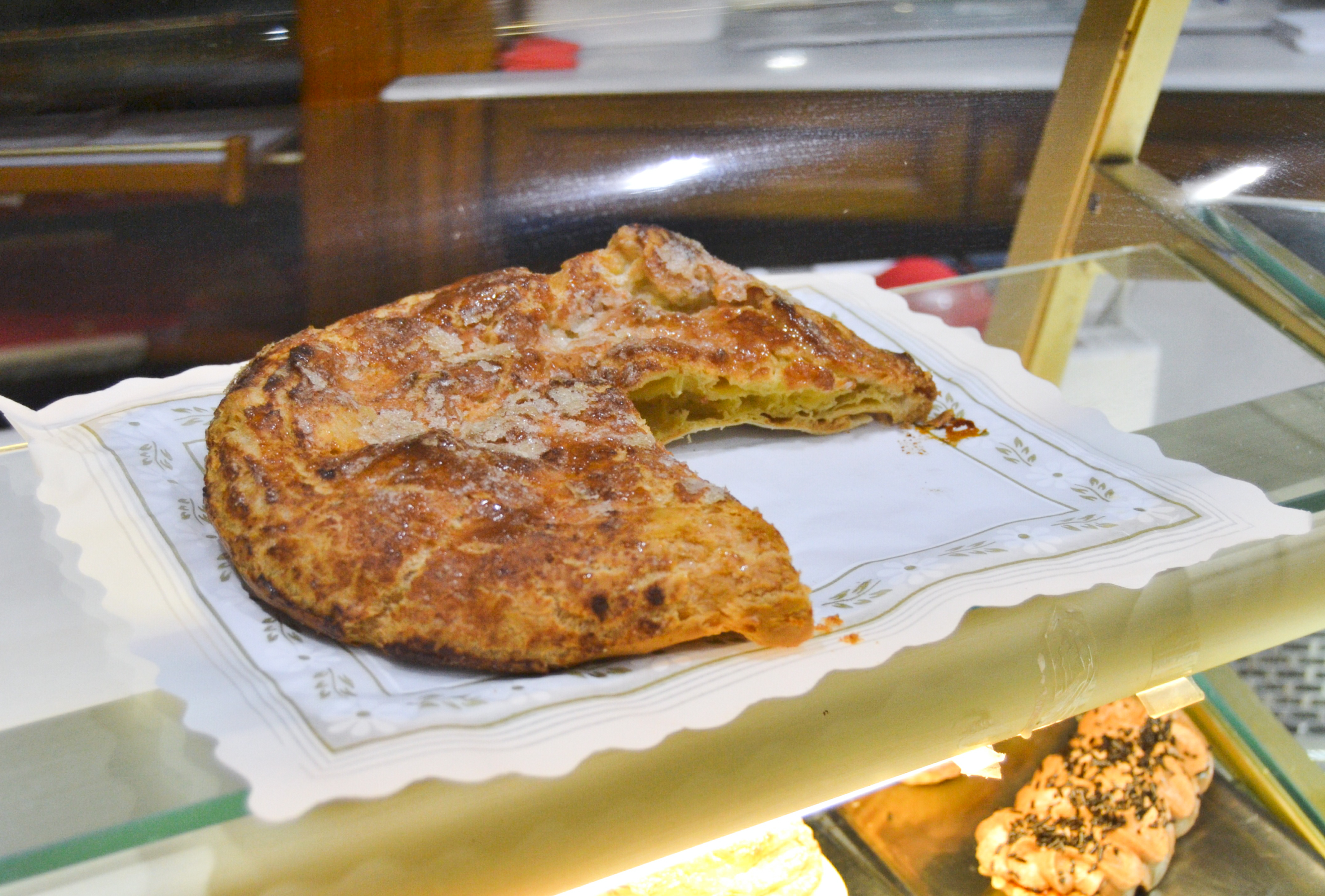
Almoixàvena en Játiva, Valencia.

Es típica de las comarcas valencianas de La Costera y el Valle de Albaida una preparación conocida como almojávena o monjávena en español, y en lengua valenciana como monjàvena, monjàvina, monxàvena, almonjàvena, almoixàvena, monjòvena (Benejama), almuchavena (Albaida, desus.). Contiene agua, harina, aceite, huevos, sal y azúcar, espolvoreando canela en polvo que le confiere su particular sabor. Se prepara durante la Cuaresma, entre San Antonio y Carnaval, y es un producto que se hornea los jueves. Es uno de los productos de repostería representativos de la ciudad de Játiva. Con numerosas variantes de la receta según la localidad, es comúnmente considerado una coca dulce.

### Alicante y Murcia, España

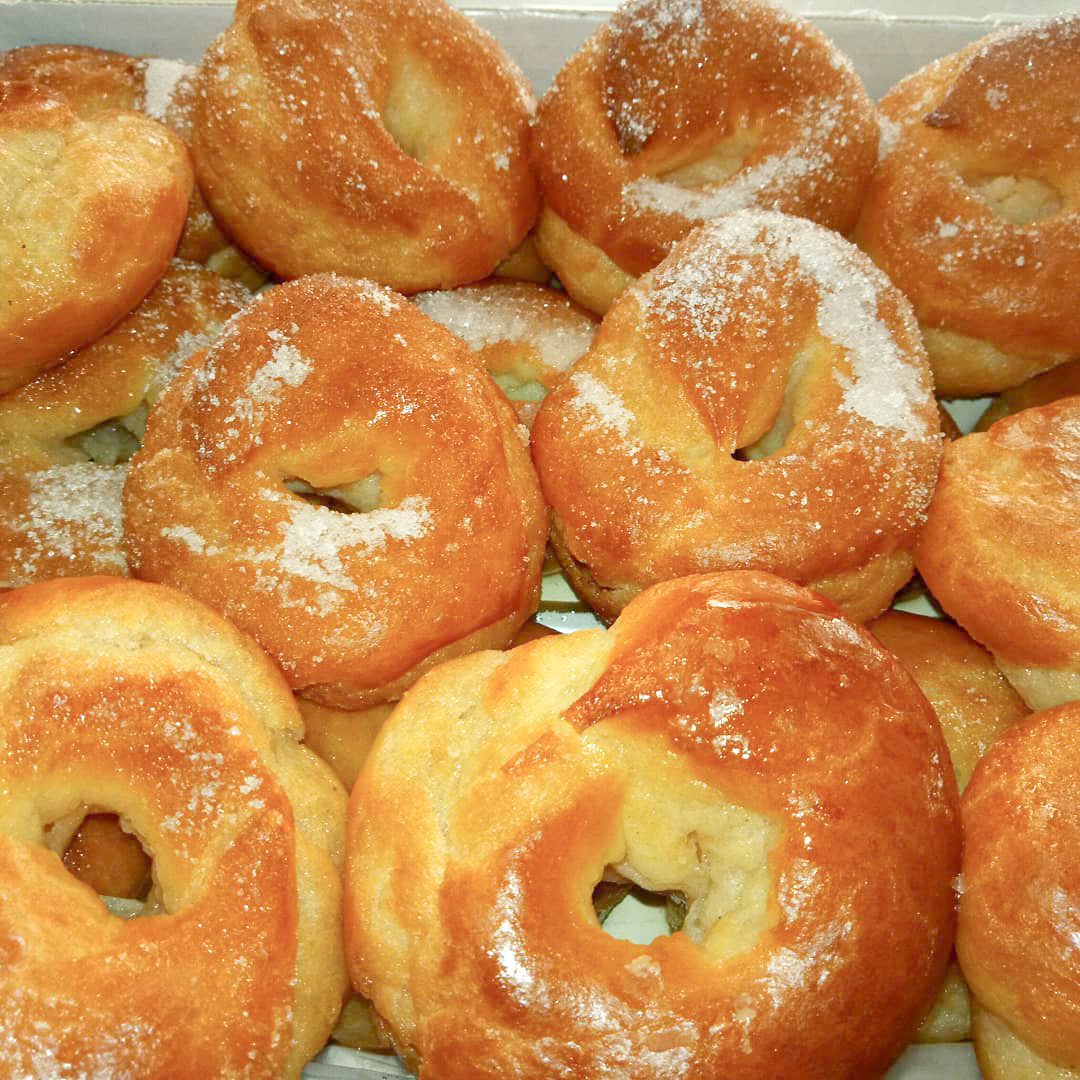
Almojábenas de Elche, Alicante

La almojábana o almojábena murciana es una rosquilla endulzada con miel, que también es típica de la Vega Baja del Segura, en el sur de la provincia de Alicante, en ciudades como Orihuela o Elche. La masa es prácticamente la misma que el choux con el que se hacen los profiteroles o lionesas. En Yecla son conocidos como abuchábanos.
Las almojábenas se cocinan en épocas muy señaladas: San José (19 de marzo), Todos los Santos (1 de noviembre), Navidad, por ejemplo, y hace algunos años eran el plato estrella en bodas, bautizos y comuniones. Las distintas modalidades son bañadas en una solución de miel y agua y espolvoreadas con azúcar o rellenas de flan o crema. Las primeras tienen forma redonda como de rosquilla y el tamaño es el de un plato llano. Las segundas, las rellenas de crema, son de forma alargada como un bocadillo y de unos 15 centímetros aproximadamente.

## Recetas con queso

### Málaga y Granada, España
La tradición de la almojábana prácticamente se ha perdido en Andalucía, aunque aún es posible encontrar una producción aislada en pueblos del interior de las provincias de Granada y Málaga, lugares con importante herencia morisca. La almojábana andaluza se hacía con queso de cabra malagueña, una raza local. La masa se completa con harina de trigo, aceite de oliva, levadura y huevos, y se hornea.
En un recetario del siglo XVI conservado en el Archivo Histórico Municipal de Antequera, se encuentra la almojábana pero cambiando su nombre por el de «mollete real». Esta omisión del nombre arábigo es considerada intencional, según algunos autores.
Antiguamente en Granada, las almojábanas eran una empanadilla de miel y queso.

### Canarias, España
La receta de la almojábana o almohábana llegó a las Islas Canarias y de ahí a América. Hoy en día, las almojábanas canarias se producen principalmente en la isla de La Gomera. Según la investigadora culinaria Ana Vega ‘Biscayenne’, la almojábana gomera es la única de España que sigue incluyendo queso, como era la original receta árabe. Se usa queso de La Gomera, que es un queso de cabra de la raza majorera. La receta se completa con harina de trigo, agua, huevos, aceite de oliva, sal y azúcar. La masa se hornea y se puede decorar con canela en polvo, azúcar glas o miel.  El bollo de cuajada es una preparación canaria estrechamente relacionada con la almojábana, probablemente derivada.
En la isla de El Hierro, un derivado de la almojábana es la quesadilla herreña.

### Región de Tetuán, Marruecos

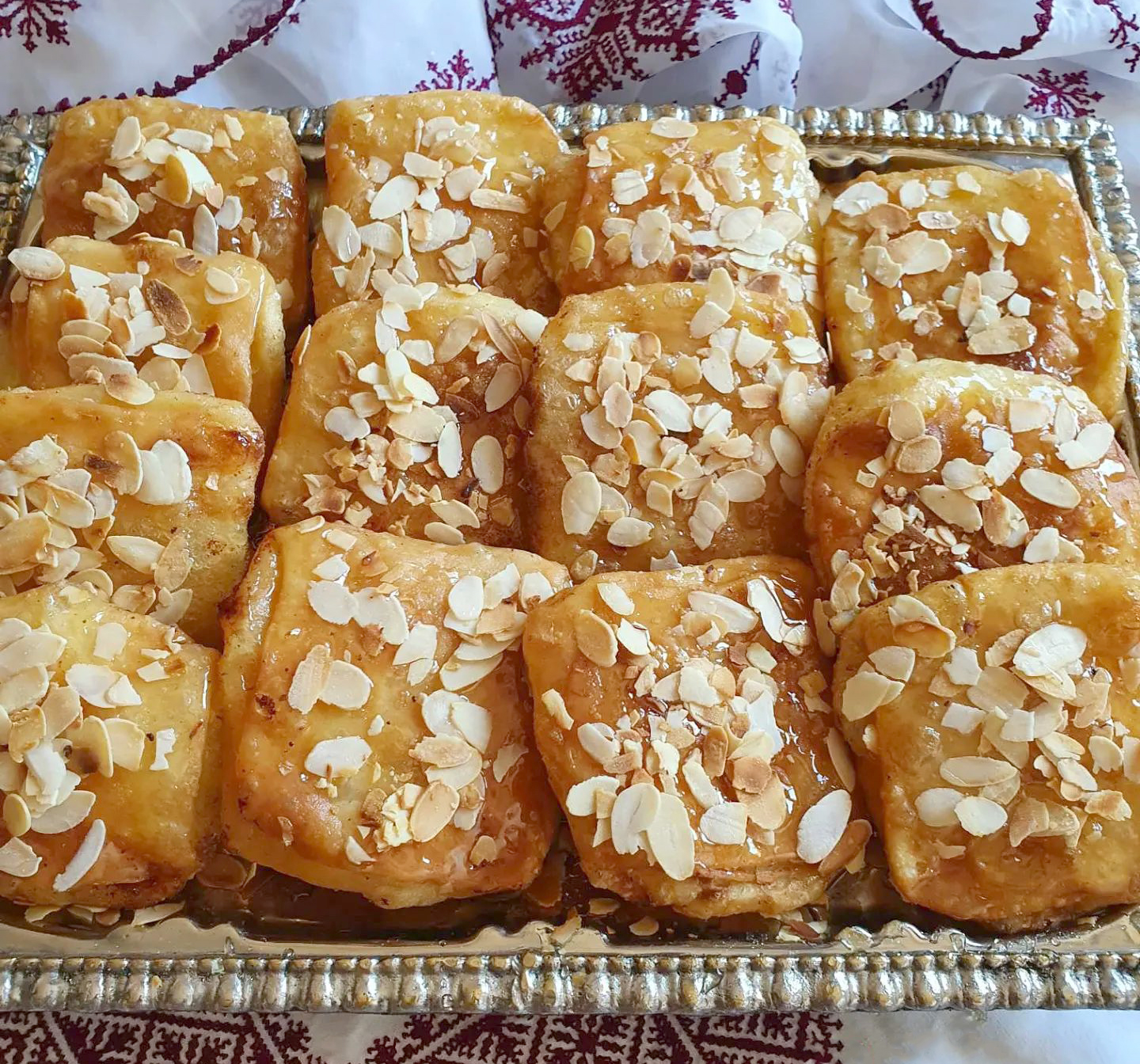
Almojábanas tetuaníes (المجبنة التطوانية)

Al norte de Marruecos, las almojábanas llegaron de la mano de la inmigración andalusí que se estableció tras la Caída de Granada, a finales del siglo XV. En la actualidad, la mŷebna magrebí (en árabe, مجبنة) es una preparación dulce tradicional de las ciudades de Tetuán, Chefchauen y otras del área.
La masa se elabora con harina de trigo, huevos, mantequilla clarificada (gui) y agua de azahar. El relleno se elabora con un queso blanco local y azúcar. Con el tamaño de un bocado, se fríen las almojábanas hasta dorarlas, se bañan en miel y se decoran con almendras. Se suelen preparar para el desayuno del Eid.

### Colombia

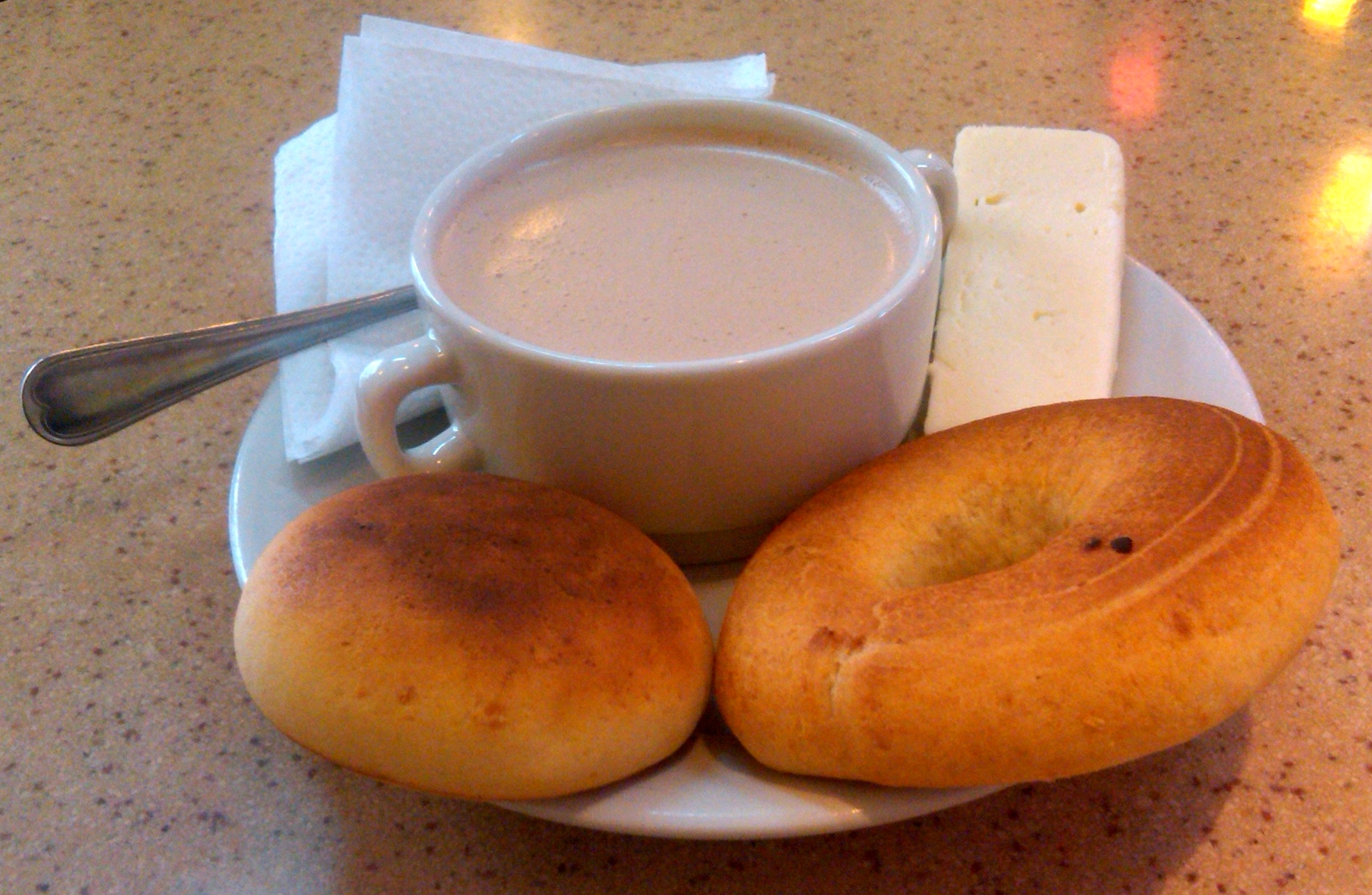
Desayuno tradicional cundiboyacense: chocolate santafereño con almojábana, pandequeso y queso fresco.

La almojábana en Colombia es un pan popular que se prepara y consume en toda la geografía nacional, especialmente de la región de Cundinamarca. Una forma tradicional de consumo es durante el desayuno, acompañando un chocolate caliente, o bien al final de la tarde, durante «las onces». Fue introducida por los españoles mano a mano con la introducción del queso, la leche, el ganado y el pan. La primera mención de la almojábana colombiana se ubica en el xix en la ciudad de Soacha, al suroeste de Bogotá. Sin embargo, ya desde la época virreinal se cría en las haciendas suachunas gran población de res, que abastece diariamente de lácteos a la capital, por lo que la almojábana pudo ser anterior a este siglo. En Soacha, debido a su condición de paso por el cual acceder a Bogotá, paraban ahí numerosos viajeros y transportes de todo tipo «para degustar las garullas, almojábanas, longanizas, arequipes y la chicha» de la ciudad.
La popularidad de la almojábana suachuna hizo que se extendiera su preparación tradicional a otras regiones, especialmente lugares fríos. Algunas poblaciones famosas por sus almojábanas son:
- Cuatro Vías, Transversal del Caribe, La Guajira.
- Hatonuevo, La Guajira.
- Cuestecitas, La Guajira.
- Campeche, Atlántico. Se celebra un festival dedicado a la almojábana desde 2017.[46]
- En La Paz, Cesar, la almojábana tiene la consideración legal de «Patrimonio Cultural e Inmaterial» desde 2019 (Ordenanza 190 del 28 de marzo). Recientemente se inició el Festival Cuna Almojabanera. Se hacen con maíz pilado, leche, sal, azúcar y queso fresco.[47]
- Boyacá y Cundinamarca: En la mayoría de pueblos de estos departamentos se preparan, siendo destacados Garavito (corregimiento de Saboyá) en el primero, Paipa (lugar de origen), Ubaté y Soacha en el segundo.

La producción en algunos de estos lugares ha sufrido cambios debido a los insumos utilizados, generando que el consumo se distribuya a otros lugares que también ofrecen las almojábanas.
Cuando las almojábanas envejecen y se secan, lejos de desecharse, se acostumbra a hacer cierto budín o pastel denominado torta de almojábana, que incluye las almojábanas desmenuzadas, huevos, leche, aromatizantes como la canela o vainilla y aderezos varios como bocadillo, brevas, etc.
Gabriel García Márquez menciona las almojábanas en varias novelas, como Los funerales de la Mamá Grande o El amor en los tiempos del cólera.

### Panamá y Costa Rica

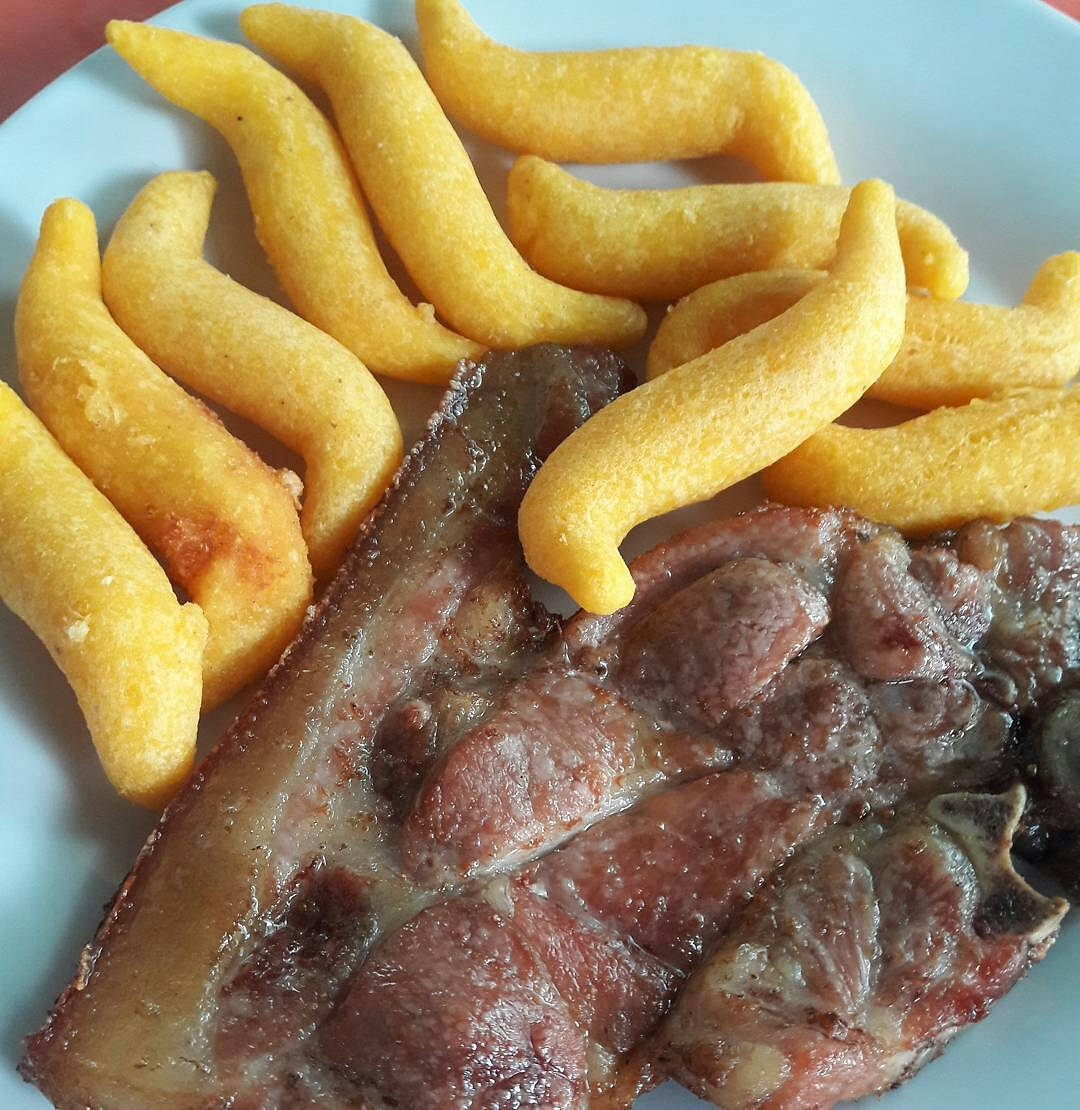
Cerdo ahumado con almojábanos, cena estilo criollo en San Andrés (Chiriquí, Panamá).

Los almojábanos se consideran un desayuno típico de Panamá, y más concretamente de la provincia de Chiriquí, en el oeste del país. Su masa se elabora con maíz pilado, cocido y molido fresco o bien con harina de maíz, a la cual se le añade queso blanco salado (en algunos sitios se utiliza queso amarillo). Se amasa, se le da forma de «S» y se fríe en aceite muy caliente. Los almojábanos acompañan un café o chocolate, o también suelen servirse como guarnición de la carne, principalmente el cerdo ahumado.
Desde 2011, se celebra en Dolega, Chiriquí, el Festival Folklórico del Almojábano con Queso. Se celebra ininterrumpidamente, a excepción del año 2012, cada año en enero o febrero. En este festival se mezclan música y danza tradicionales con almojábanos. desde 2016, es un festival internacional, invitando a grupos musicales de todo el mundo.
Debido a la inmigración chiricana, los almojábanos son típicos del sur de Costa Rica, particularmente de Golfito y otras zonas de la provincia de Puntarenas. Son típicos de la Semana Santa y se preparan a la manera de Panamá.

### Puerto Rico

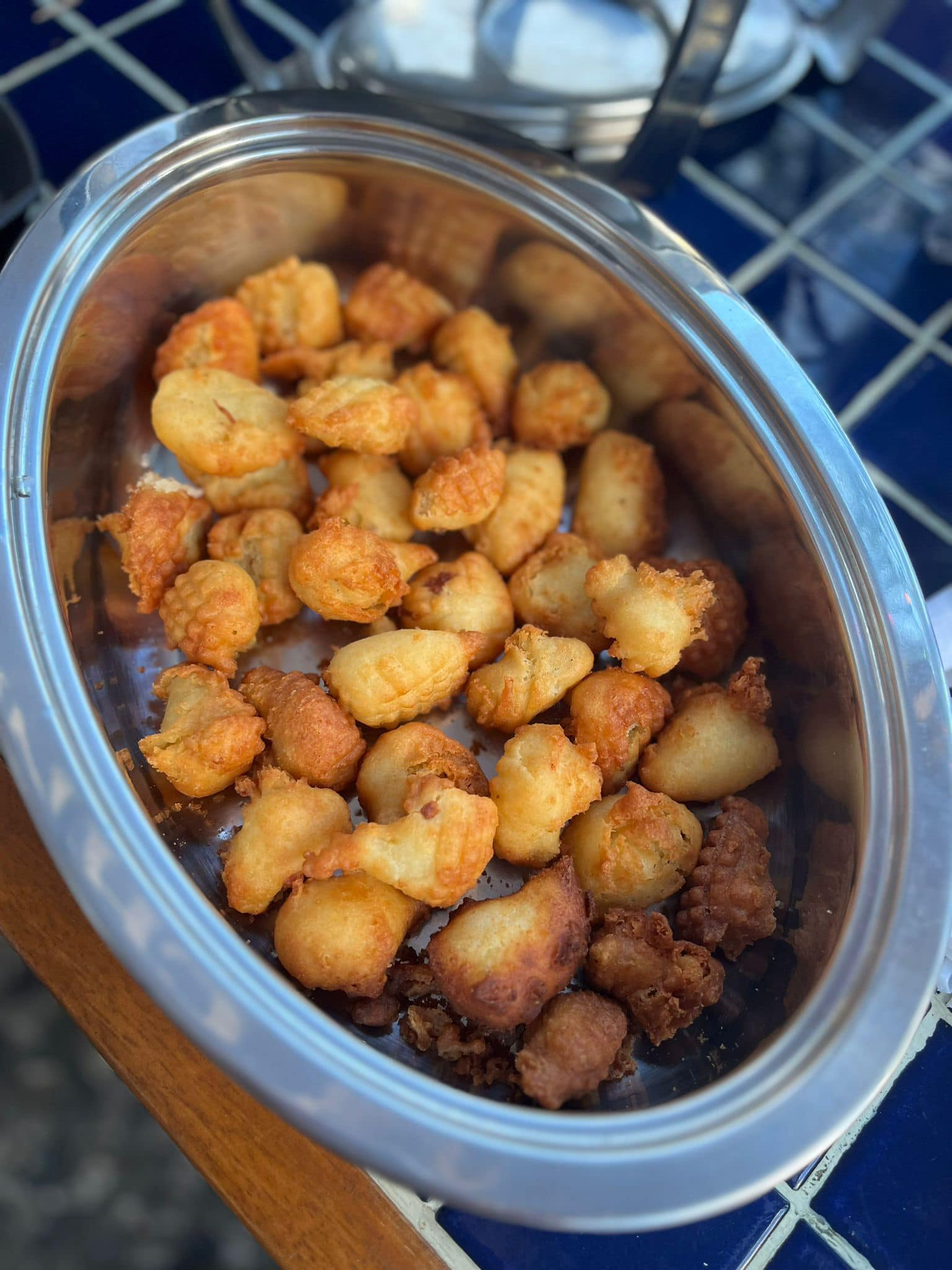
Almojábanas de San Germán, Puerto Rico.

En la isla de Puerto Rico, las almojábanas son unas frituras hechas de harina de arroz, huevos, leche, mantequilla y queso blanco (criollo). Pueden ser dulces o saladas. A la masa se le da forma de bola o bolitas que se fríen en manteca de cerdo. Tradicionalmente se consumen como parte del desayuno, acompañando el café. Además, las almojábanas son propias de la gastronomía navideña puertorriqueña, y durante estas fiestas se sirven como aperitivo común. Según el investigador culinario Cruz Miguel Ortiz Cuadra, la almojábana es la precursora de los buñuelos de arroz que surgieron en los recetarios puertorriqueños a partir del xix. Otros derivados son los sorullos o sorullitos y los «granitos» de Humacao.
Las almojábanas se preparan principalmente en la región oriental de la isla, como en Humacao y Caguas, donde se puede encontrar a la venta en puestos, cafeterías y fiestas patronales. También se consume diariamente en Lares, en donde cada abril se celebra desde 1982 el Festival de la Almojábana, un festival gastronómico dedicada al producto. En San Germán es típico combinar almojábanas con arroz con dulce. Al ser el único municipio boricua que prepara esta combinación, desde 2021 se inició en el pueblo el Festival del Arroz con Dulce y Almojábanas, que se celebra en fechas cercanas a la Navidad.

### Mérida, Venezuela
Las almojábanas andinas hechas en los estados venezolanos de Mérida, Táchira y Trujillo consisten en panecillos redondos cuya masa se elabora con almidón de yuca, queso blanco, manteca, leche, huevos y sal y que se hornea. Puede ser dulce o salado. El queso usado es el campesino o criollo de cada zona. Un estudio académico de la almojábana en Venezuela fue realizado en 1988 por Rafael Cartay en la publicación La mesa de la meseta: historia gastronómica de Mérida, en el cual el autor alerta de que «las otroras populares almojábanas andinas están casi extinguidas» y que las nuevas generaciones ya no las conocían, al contrario de lo que ocurre en la vecina Colombia.